# Preto Viana

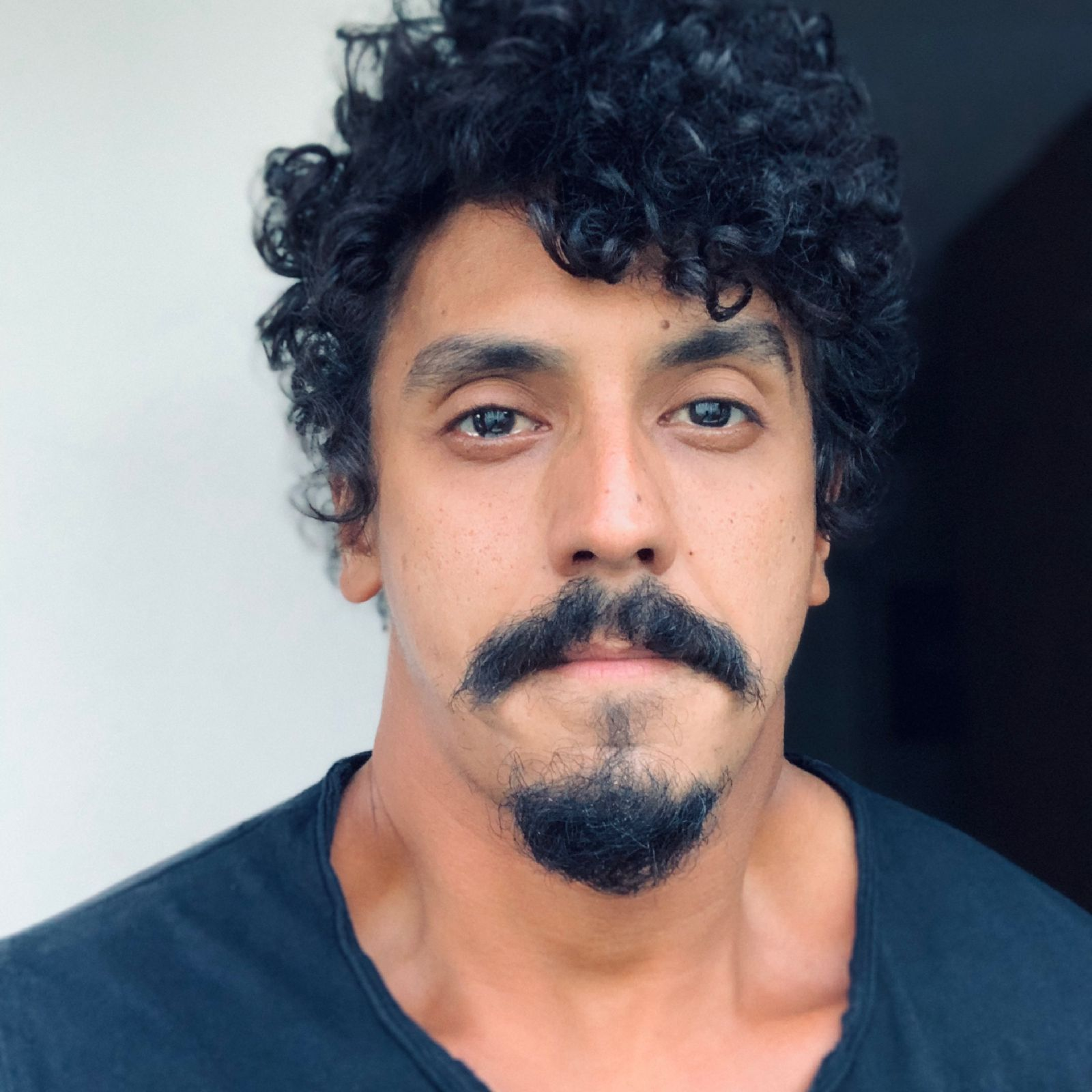
Ator Preto Viana, Brasil em 2023

Preto Viana, (Fagner Rodrigues Viana-Morro da Formiga, 9 de junho de 1986)  é um ator, cantor, acrobata e circense brasileiro. Iniciou a carreira em montagens brasileiras de espetáculos da Walt Disney como “Sonho e Fantasia Disney” e “The Lion king” (2006 – 2010) e tendo como papel de maior destaque o matador de aluguel, Beto em Os Outros do Globoplay.  

## Biografia
Preto Viana nasceu no Morro da Formiga, comunidade do Rio de Janeiro e além de ator é cantor, acrobata e circense, tem formação clássica em ballet pela Escola de Dança do Theatro Municipal do Rio de Janeiro. Multiartista, passou ainda pela Intrépida Trupe, pela CAL e chegou ao teatro musical em montagens brasileiras de espetáculos da Walt Disney como “Sonho e Fantasia Disney” e “The Lion king” (2006 – 2010).
Esteve no elenco da peça “A Gaiola das Loucas”, de Miguel Falabella (2015) e na série “Viver Para Contar”, do Discovery Channel. Em 2022 participou da adaptação brasileira do espetáculo da Broadway “Barnum O Rei do Show” (2022), com Murilo Rosa como protagonista, sob direção de Gustavo Barchilo. O ator fez uma participação em “Terra e Paixão” como um mecânico gravando lado de Cauã Reymond, o Caio. Na trama, o filho de Antônio (Tony Ramos) reage quando Jonatas (Paulo Lessa) insinua que o carro de Daniel (Johnny Massaro) pode ter sido sabotado. Integrou elenco de “OS Outros” (2023) como Beto um misterioso matador de aluguel contratado por Dona Lúcia (Drica Moraes) Globoplay.  

## Filmografia
| Ano  | Título    | Papel | Notas |
| ---- | --------- | ----- | ----- |
| 2023 | Os Outros | Beto  | [ 5 ] |